# Ultra Vortek
Ultra Vortek est un jeu vidéo de combat sorti en 1995 sur Jaguar. Le jeu a été développé par Beyond Games et édité par Atari.